# Jean Ier de Rohan
Pour les articles homonymes, voir Jean Ier.
 (avril 2010).
Si vous disposez d'ouvrages ou d'articles de référence ou si vous connaissez des sites web de qualité traitant du thème abordé ici, merci de compléter l'article en donnant les références utiles à sa vérifiabilité et en les liant à la section « Notes et références ».
Jean Ier de Rohan, né en 1324 et mort en 1396, 11e vicomte de Rohan, fils d'Alain VII de Rohan, est un chevalier breton.

## Biographie
Le 27 juin 1351, la compagnie de Jean Ier de Rohan est passée en revue par le roi dans laquelle se trouve le chevalier Pierre de Boisboissel (?-1364) qui reçoit 60 livres de gages par le roi.
Il vient avec ses hommes faire lever le siège de Rennes en 1357.

### Famille
En 1349, année ou la peste noire atteint la Bretagne, il épouse Jeanne de Léon, dame de Léon, morte en 1372, fille d'Hervé VII de Léon (seigneur de Léon) et de Marguerite d'Avaugour et héritière des biens de sa famille Ils auront trois enfants :
- Alain VIII de Rohan, vicomte de Rohan après son père ;
- Édouard de Rohan, sire de Léon, épouse Marguerite de Chateaubriand ;
- Jeanne de Rohan qui épouse en 1374 Robert d'Alençon (Maison de Valois ; mort en 1377, fils cadet de Charles II comte d'Alençon et du Perche), comte du Perche, puis Pierre II d'Amboise, vicomte de Thouars. Elle n'eut pas d'enfants.

En 1377, il épouse Jeanne de Navarre, plus jeune fille de Philippe, comte d'Évreux et de Jeanne de France, reine de Navarre, dame de Gié dont il aura :
- Charles Ier de Rohan-Guémené, origine de la branche de Rohan-Guémené.

## Armoiries
| Blason | Blasonnement : De gueules à sept macles d'or, posées 3, 3, 1. |